# Ayako Yoshikawa
Ayako Yoshikawa 吉川 (綾子?) Osaka, 1 de marzo de 1933-11 de marzo de 2025) fue una atleta japonesa especialista en esprínter y salto de longitud.

## Carrera
A nivel nacional fue campeona de los 100 metros en 1950 y 1951 y campeona de salto de longitud en 1952. Participó en los Juegos Asiáticos de 1951 en Nueva Deli donde ganó la medalla de oro en el relevo 4 x 100 metros junto a Kimiko Okamoto, Taeko Sato y Kiyoko Sugimura; y la medalla de plata en salto de longitud donde solo fue superada por Kiyoko Sugimura de Japón.
Su única participación en Juegos Olímpicos se dio en Helsinki 1952 donde participó en los 100 metros planos donde terminó en quinto lugar en su hit eliminatorio y no pudo clasificar a los cuartos de final, y en el evento de salto de longitud clasificó a la final, donde terminó en el lugar 22 entre 34 participantes.